# Halichoeres maculipinna
 Halichoeres maculipinna és una espècie de peix de la família dels làbrids i de l'ordre dels perciformes.

## Morfologia
Els mascles poden assolir els 18 cm de longitud total.

## Distribució geogràfica
Es troba des de Carolina del Nord (Estats Units) i Bermuda fins al Brasil.